# Salem (Malchin)
Salem ist der nördlichste Ortsteil der Stadt Malchin. Der Ort liegt am Westufer des Kummerower Sees entlang der Straße von Malchin nach Neukalen und der stillgelegten Eisenbahn von Malchin nach Dargun.

## Geschichte
Laut einer geschnitzten Tafel in der Ortsmitte besteht der Ort seit 1314. Malchin feierte 2014 sein 700-jähriges Bestehen. Die Stadt Malchin listet drei Baudenkmäler in Salem.
Der Ort besteht neben einigen Wohnhäusern aus einer Bungalow-Siedlung und seit 1996 dem Kolping-Familienland Salem.

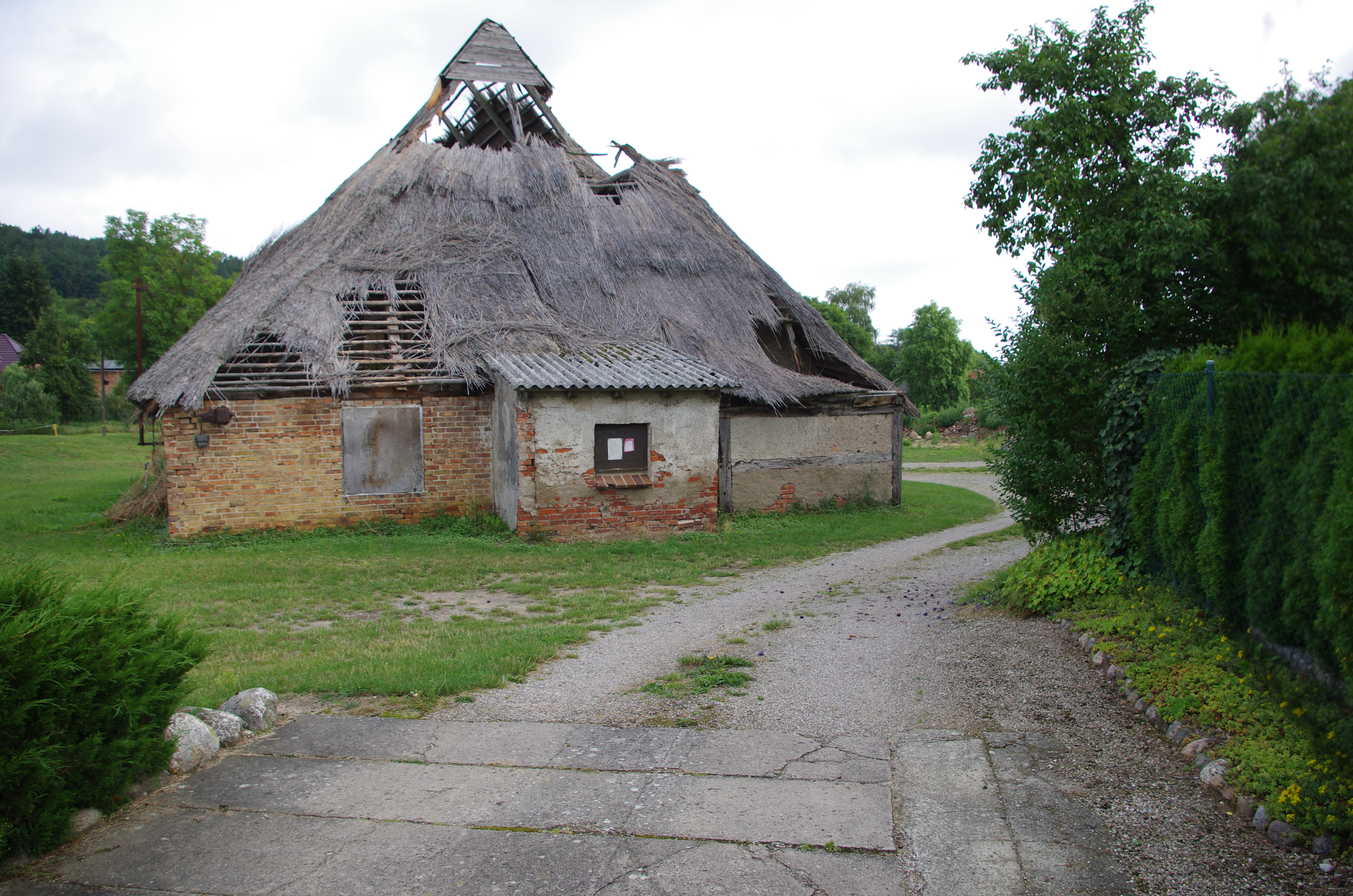
2022 abgetragenes Haus nahe der Bushaltestelle Salem

Am Ufer findet sich der 2005 eröffnete öffentliche Sportboothafen mit Badestrand sowie ein privater Sportboothafen und ein privater Fischereihafen.